# Leonard Scott
Leonard Scott (Estados Unidos, 19 de enero de 1980) es un atleta estadounidense especializado en la prueba de 60 m, en la que consiguió ser campeón mundial en pista cubierta en 2006.

## Carrera deportiva
En el Campeonato Mundial de Atletismo en Pista Cubierta de 2006 ganó la medalla de oro en los 60 metros lisos, llegando a meta en un tiempo de 6.50 segundos, por delante del ruso Andrey Yepishin (plata con 6.52 segundos que fue récord nacional ruso) y su compatriota estadounidense Terrence Trammell (bronce con 6.54 segundos).